# Schistura evreni
Schistura evreni är en fiskart som beskrevs av Erk'akan, Nalbant och Özeren 2007. Schistura evreni ingår i släktet Schistura och familjen grönlingsfiskar. Inga underarter finns listade i Catalogue of Life.